# براد بيرغن
براد بيرغن (بالألمانية: Brad Bergen)‏ هو لاعب هوكي الجليد ألماني، ولد في 16 مارس 1966 في برينس ألبرت في كندا.

## وصلات خارجية
- براد بيرغن على موقع EliteProspects.com (الإنجليزية)
- براد بيرغن على موقع Eurohockey.com (الإنجليزية)
- براد بيرغن على موقع HockeyDB.com (الإنجليزية)
- براد بيرغن على موقع أوليمبيديا (الإنجليزية)